# Taterillus emini
Taterillus emini — вид гризунів, поширених у Демократичній Республіці Конго, Ефіопії, Кенії, Судані та Уганді. Його природним середовищем існування є сухі савани, субтропічні або тропічні сухі низинні луки та орні землі.